# Colina de Dala

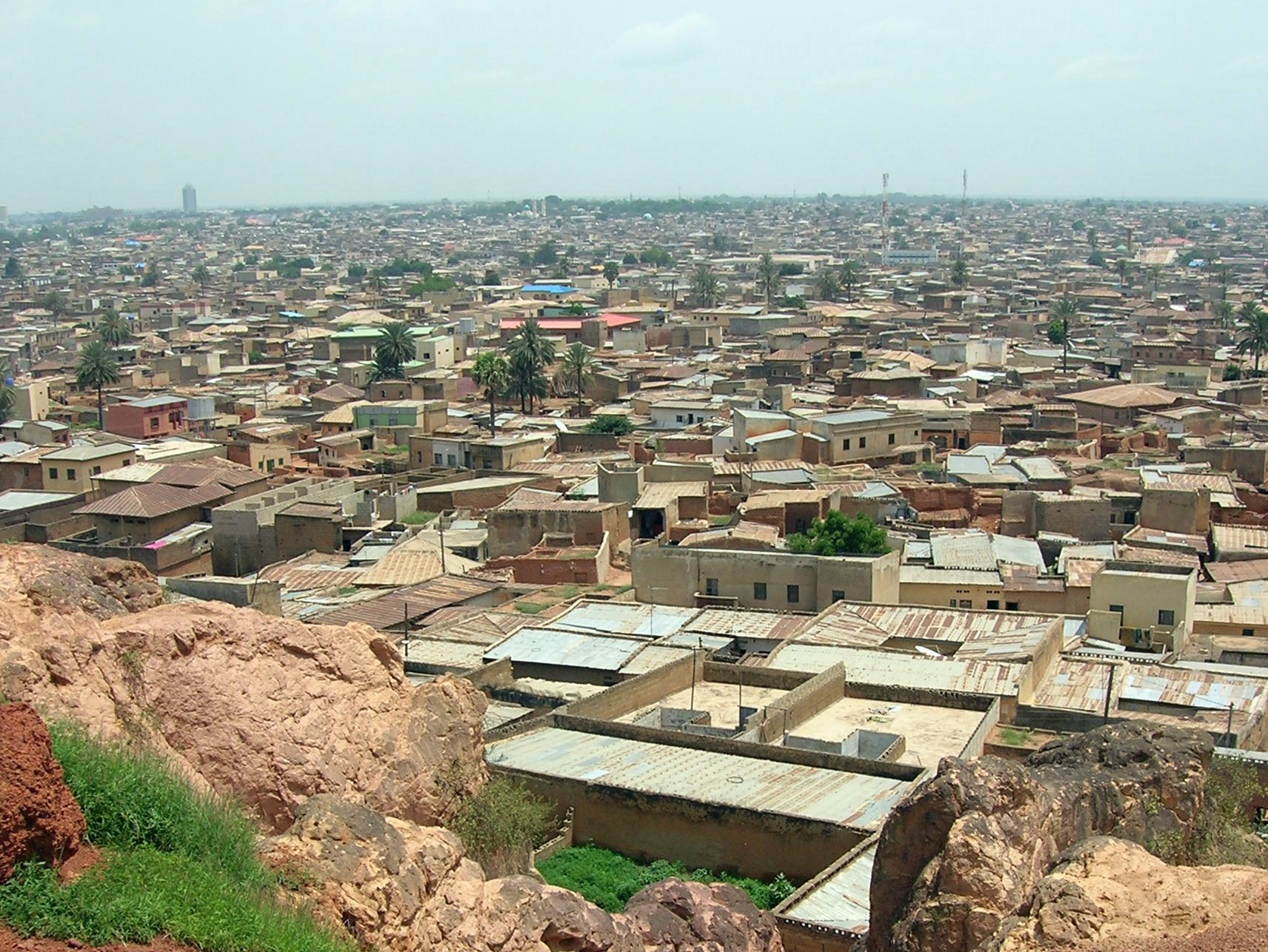
Cano vista a partir de Dala

Dala é uma colina em Cano, no estado de Cano, Nigéria. Tem 534 metros de altura. No século VII, foi sítio de uma comunidade que envolveu-se no forja com ferro; é incerto se eram hauçás ou falantes de línguas nigero-congolesas. Cano foi originalmente conhecida como Dala em homenagem a colina.